# Kraftwerk Hadong
Das Kraftwerk Hadong ist ein Kohlekraftwerk in Südkorea, das am Gelben Meer, ca. 10 km östlich der Stadt Gwangyang, im Landkreis Hadong, Provinz Gyeongsangnam-do gelegen ist. Mit einer installierten Leistung von 4 GW ist es eines der leistungsstärksten Kohlekraftwerke in Südkorea.
Das Kraftwerk dient zur Abdeckung der Grundlast. Es ist im Besitz der Korea Electric Power Corporation (KEPCO), wird aber von der Korea Southern Power Co., Ltd. (KOSPO) betrieben. Die Auftragsvergabe für die beiden ersten Blöcke erfolgte 1992; mit dem Bau wurde im September 1993 begonnen.

## Kraftwerksblöcke
Das Kraftwerk besteht gegenwärtig aus acht Blöcken. Die folgende Tabelle gibt einen Überblick:
| Block | Max. Leistung (MW) | Betriebsbeginn | Turbine | Generator | Dampfkessel |
| ----- | ------------------ | -------------- | ------- | --------- | ----------- |
| 1     | 500                | 07.1997        | Doosan  |           | Doosan      |
| 2     | 500                | 11.1997        | Doosan  |           | Doosan      |
| 3     | 500                | 12.1998        | Doosan  |           | Doosan      |
| 4     | 500                | 12.1998        | Doosan  |           | Doosan      |
| 5     | 500                | 07.2000        | Doosan  |           | Doosan      |
| 6     | 500                | 09.2001        | Doosan  | Doosan    | Doosan      |
| 7     | 500                | 03.2009        | Doosan  | Doosan    | Doosan      |
| 8     | 500                | 03.2009        | Doosan  | Doosan    | Doosan      |

Die Schornsteine der ersten sechs Blöcke sind jeweils 150 m hoch.

## Sonstiges
Die Kosten für die ersten sechs Blöcke lagen bei mehr als 4 Mrd. USD.